# Václav Prospal
Václav "Vinny" Prospal, född 17 februari 1975 i České Budějovice, Tjeckoslovakien, är en tjeckisk professionell ishockeyspelare som spelar i NHL för Columbus Blue Jackets. Han valdes av Philadelphia Flyers i 1993 års NHL-draft som 71:e spelare totalt.
I NHL har Prospal spelat för Philadelphia Flyers, Ottawa Senators, Florida Panthers, Tampa Bay Lightning, Mighty Ducks of Anaheim och New York Rangers.
Prospal har vunnit VM två gånger, 2000 och 2005. Han har även vunnit brons i OS i Turin 2006.